# Hof járás
Hof járás egy járás Bajorországban. Hof járás Wunsiedel im Fichtelgebirge, Hof, Chebi, Vogtlandkreis, Bayreuth, Kulmbach, Kronach és Saale-Orla-Kreis járásokkal határos. Lakosainak száma 105 628 fő (1987. május 25.).

## Népesség
A járás népessége az elmúlt években az alábbi módon változott:
| Lakosok száma | 16 968 | 24 224 | 25 605 | 35 009 | 120 158 | 105 628 | 97 096 | 96 608 | 95 915 | 95 773 |
|               | 1871   | 1885   | 1925   | 1950   | 1970    | 1987    | 2013   | 2014   | 2016   | 2017   |